# Aphrissa godartiana
Aphrissa godartiana är en fjärilsart som först beskrevs av William Swainson 1821.  Aphrissa godartiana ingår i släktet Aphrissa och familjen vitfjärilar. Inga underarter finns listade i Catalogue of Life.

## Bildgalleri

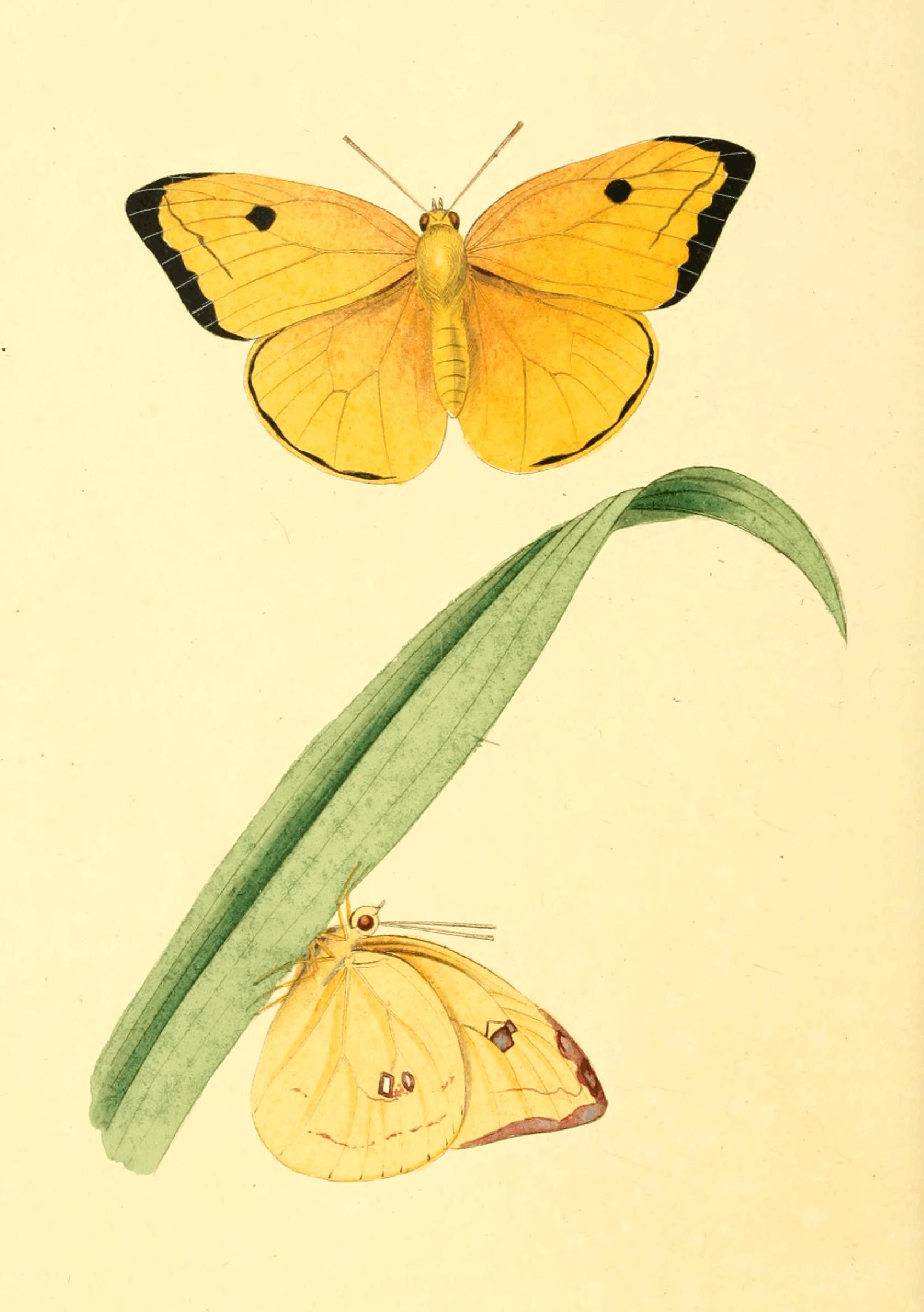